# Agrostis musjidii
Agrostis musjidii é uma espécie de gramínea do gênero Agrostis, pertencente à família Poaceae.